# De Cecco
De Cecco (F.lli De Cecco Di Filippo Fara San Martino S.p.A.) är en italiensk livsmedelstillverkare. Företagets huvudprodukt är pasta som säljs under varumärket De Cecco men andra produkter är tomatsåser, olivoljor, polenta och ris. Bolagets huvudkontor ligger i Fara San Martino och ägs av familjen De Cecco. 
De Ceccos grundades 1886 och bolaget skapats utifrån den kvarn som Don Nicola De Cecco anlade i Fara San Martino i mitten av 1800-talet. När sonen Filippo De Cecco tog över kvarnen 1886 började han producera pasta. Under 1950-talet byggdes en ny fabrik och ytterligare en i Pescara när bolaget började exportera sina produkter. 1997 följde ytterligare en fabrik i Ortona. Under 1980-talet följde nya produktområden utöver pasta. 